# Film sportiv
Un film sportiv este un gen de film care folosește sportul ca temă principală a filmului. Este o realizare în care un sport, un eveniment sportiv, un sportiv (și sportul practicat de el), sau un atlet (și ramura sportului pe care o practică) sunt prezentate în mod deosebit și care depind într-o măsură semnificativă de acest sport pentru motivarea sau rezolvarea acțiunii filmului. În ciuda acestui fapt, sportul este în rareori preocuparea centrală a unor astfel de filme, acesta îndeplinind în primul rând un rol alegoric.
Scenaristul și cercetătorul Eric R. Williams identifică unsprezece super-genuri în taxonomia sa a scenariștilor, susținând că toate filmele narative de lungmetraj pot fi clasificate după aceste super-genuri. Aceste 11 super-genuri sunt de acțiune, polițist, fantastic, groază, romantism, științifico-fantastic, slice of life, sport, thriller, război și western.

## Subgen
Se pot identifica mai multe subcategorii de filme sportive, deși delimitările dintre aceste subgenuri, la fel ca în acțiunea pe viu, au oarecum o trecere continuă de la unu la altul. Cele mai obișnuite subgenuri sportive prezentate în filme sunt drama sportivă și comedia sportivă. La întrebarea dacă filmele sportive își formează propriul gen de film, similar cu westernurile sau comedia, există în literatură opinii diferite. În publicațiile actuale, filmul sportiv este recunoscut ca un gen de sine stătător. Însă datorită numărului mare de filme subgen precum fotbal, baschet, box, olimpic și arte marțiale, toate acestea sunt numite ca atare în categoria subgen.

## Filme în care sportul stă la baza scenariului
Automobilism
- 1965 : Linia roșie 7000 (Red Line 7000), regia Howard Hawks
- 1966 : Marele premiu (Grand Prix), regia John Frankenheimer
- 1971 : Le Mans, regia Lee H. Katzin
- 1990 : Days of Thunder, regia Tony Scott
- 2000 : Driven, regia Renny Harlin
- 2003 : Michel Vaillant, regia Louis-Pascal Couvelaire
- 2006 : Nopțile din Talladega (Talladega Nights: The Ballad of Ricky Bobby), regia Adam McKay
- 2013 : Rush, regia Ron Howard

Aviație
- 1955 : 2x2=câteodată 5! (Kétszer kettö néha öt), regia György Révész
- 1969 : Jocul de-a moartea  (The Gypsy Moths), regia John Frankenheimer

Alpinism, schi și alte sporturi de iarnă
- 2016 : Eddie the Eagle, regia Dexter Fletcher

Atletism
Baseball
Box
- 1956 : Cineva acolo sus mă iubește (Somebody Up There Likes Me), regia Robert Wise
- 1970 : Marea speranță albă (The Great White Hope), regia Martin Ritt

Ciclism
- 1968 Vin cicliștii, regia Aurel Miheleș

Fotbal
Fotbal american
- 2015 : Trauma (Concussion), regia Peter Landesman

Golf
Hipism
Tenis